# Đồng Xuyên
Đồng Xuyên (tiếng Trung: 銅川市, Hán-Việt: Đồng Xuyên thị) là một địa cấp thị của tỉnh Thiểm Tây, Cộng hòa Nhân dân Trung Hoa. Diện tích của Đồng Xuyên là: 3927 km², dân số 820.000 người, trong đó 53% là nhân khẩu làm trong ngành công nghiệp.

## Hành chính
Địa cấp thị Đồng Xuyên quản lý các đơn vị cấp huyện sau:

### Quận nội thành
- Diệu Châu (耀州區)
- Vương Ích (王益區)
- Ấn Đài (印台區)

### Huyện
- Nghi Quân (宜君縣)